# 제천제일고등학교
제천제일고등학교(提川第一高等學校)는 대한민국 충청북도 제천시 동현동에 있는 공립 고등학교이다.

## 학교 연혁
- 1943년 4월 1일 : 제천공립농업학교 5년제 인가(농업과 1학급)
- 1943년 4월 26일 : 제천공립농업학교 개교식
- 1946년 9월 11일 : 제천농업중학교로 교명 변경(6년제로 개편)
- 1951년 8월 31일 : 제천농업고등학교로 교명 변경(3년제로 개편)
- 2007년 3월 1일 : 제천제일고등학교로 교명 변경(일반계 3학급, 전문계 3학급)
- 2009년 3월 1일 : 전문계학급을 모두 일반계학급으로 변경(일반계 7학급)
- 2009년 12월 1일 : 자율학교 지정(충청북도교육청)
- 2009년 12월 31일 : 축구부 기숙사 준공(2층규모, 생활관 9실)
- 2010년 12월 10일 : 기숙형학교 제일학사 준공(30실, 120명 수용)
- 2014년 4월 17일 : 제1관 품성관 신축(24실 규모)
- 2018년 2월 27일 : 제3관 자기주도 학습실 구축(2실 96명 수용)
- 2019년 3월 1일 : 자율학교 재지정 운영(충청북도교육청 5년)
- 2019년 3월 1일 : 행복씨앗학교 운영(충청북도교육청 4년)
- 2021년 3월 1일 : 고교학점제 선도학교 운영(선진형 교과교실제 도입)
- 2021년 3월 1일 : 과학 AI 교과 융합 특성화 학교 운영
- 2023년 9월 1일 : 제33대 김경태 교장 부임
- 2024년 2월 6일 : 제76회 졸업식 176명 졸업(누계 14,628명)
- 2024년 3월 1일 : 자율형 공립고등학교2.0 지정(교육부 2024~2028)
- 2024년 3월 4일 : 2024학년도 204명 입학

## 참고 자료
- 제천제일고등학교 - 한국교육학술정보원 학교알리미